# Kellerwald

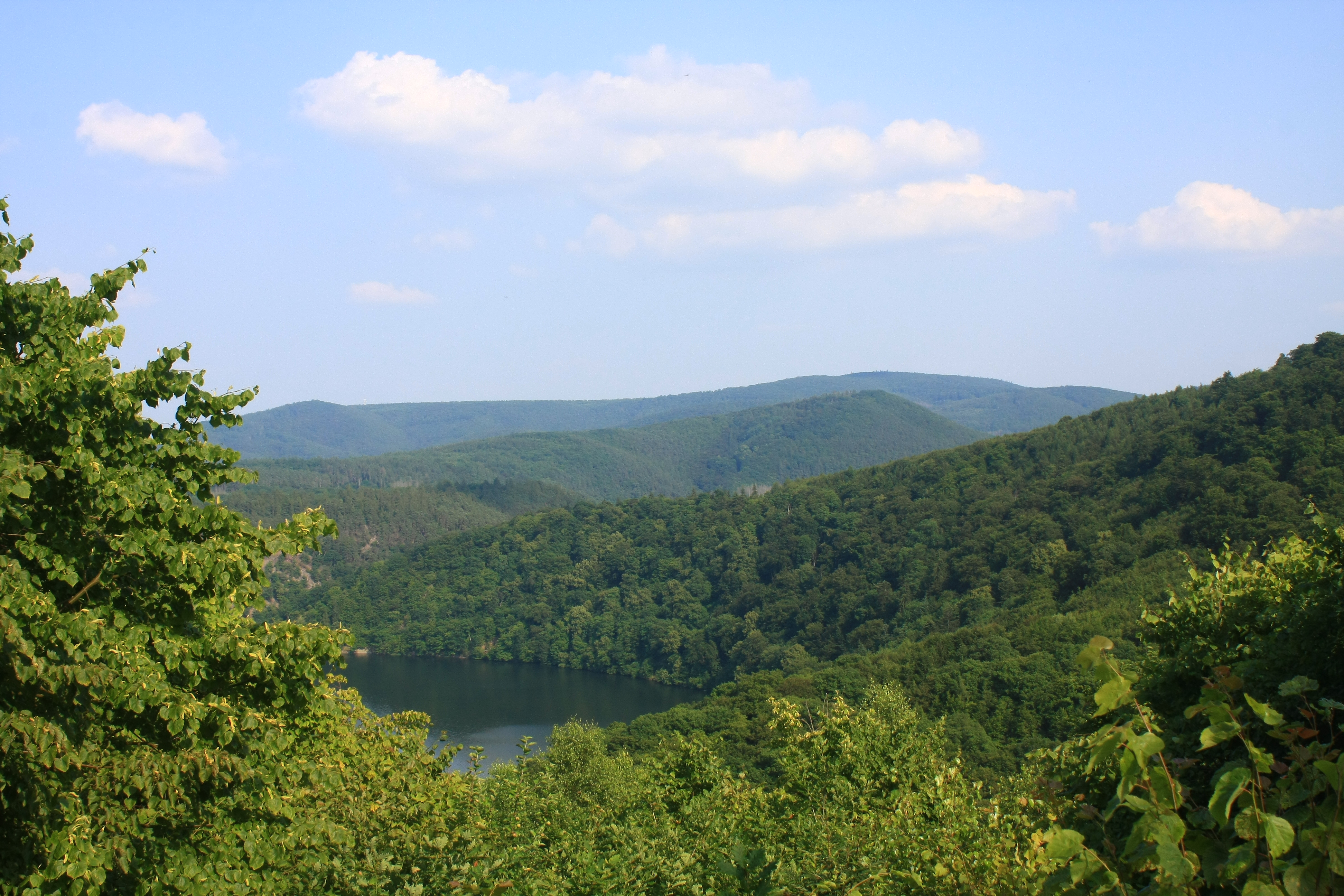
Kellerwald: Blick vom Ringelsberg (ca.) beim Dorf Asel-Süd über einen Teil des Edersees in Richtung Ostsüdosten zum Dicken Kopf

Der Kellerwald ist ein bis 675,3 m ü. NHN hohes und 514,5 km² großes Mittelgebirge in Hessen, Deutschland. Er liegt im westlichen Zentrum des Westhessischen Berg- und Senkenlands an dessen Nahtstelle zu den Ausläufern des Rothaargebirges und ist Teil des Rheinischen Schiefergebirges.
Der Kellerwald verfügt über eines der größten unzerteilten Buchenwaldgebiete Deutschlands und enthält mit dem Nationalpark Kellerwald-Edersee den einzigen Nationalpark Hessens, der teilweise zugleich zum UNESCO-Weltnaturerbe Buchenurwälder und Alte Buchenwälder der Karpaten und anderer Regionen Europas gehört. Der Naturpark Kellerwald-Edersee umfasst nahezu den gesamten Kellerwald. 

## Geographie

### Lage
Der Kellerwald erstreckt sich in Nordhessen im Landkreis Waldeck-Frankenberg und im Schwalm-Eder-Kreis. Im Norden liegen der Edersee und der Affolderner See, nach deren Passieren die Eder den Kellerwald nach Osten verlässt. Südlich des Ederaustritts fällt das Gelände nach Osten zur Wildunger Senke ab, nach Südosten zum Tal der Schwalm. Im Süden schließt sich die zum Vogelsberg überleitende Oberhessische Schwelle mit dem Höhenzug Hemberg an. Nach Südwesten geht der Kellerwald über das Tal der Wohra in den Burgwald über, im Westen befindet sich jenseits der Eder die Breite Struth.
Am Nordrand des Kellerwaldes bzw. am Südufer des Edersees liegt der Wildpark Edersee mit der Greifenwarte Wildpark Edersee und dem Kellerwald-Informationszentrum Fagutop.

### Naturräumliche Gliederung

#### Übersicht
Der Kellerwald wird im Handbuch der naturräumlichen Gliederung Deutschlands zum Westhessischen Bergland (naturräumliche Haupteinheitengruppe 34) gezählt. Ungeachtet dessen zählt ihn der Autor der feiner gliedernden Folgepublikation Blatt 111 Arolsen, der Zugehörigkeit zum Rheinischen Schiefergebirge wegen, eher zum Süderbergland (33), setzt indes die Nummerierung des Handbuchs fort.
Er gliedert sich wie folgt (Flächen in Klammern per Umweltatlas Hessen):
- 344 Kellerwald (345,91 km²)
  - 344.0 Hoher Kellerwald (53,07 km²)
    - 344.00 Jeust und Keller (40,87 km²)
    - 344.01 Löwensteiner Berge (12,20 km²)

  - 344.1 Mittelkellerwald (70,26 km²)
  - 344.2 Wildunger Bergland (64,51 km²)
  - 344.3 Große Hardt (40,78 km²)
  - 344.4 Ederseetrog (Herzhausen-Hemfurther Edertal) (62,91 km²)
  - 344.5 Niederkellerwald (54,38 km²)
    - 344.50 Frankenauer Flur (21,46 km²)
    - 344.51 Lotheimer Täler (22,90 km²)
    - 344.52 Höhnscheid (10,02 km²)

Mit Ederhöhen werden, in eher vagem Sprachgebrauch, die Einheit 344.3 und der südlich des Edersees gelegene Teil von 344.4 bezeichnet, die dem Gebiet des Nationalparks Kellerwald-Edersee entsprechen.

#### Kurzbeschreibung der Naturräume

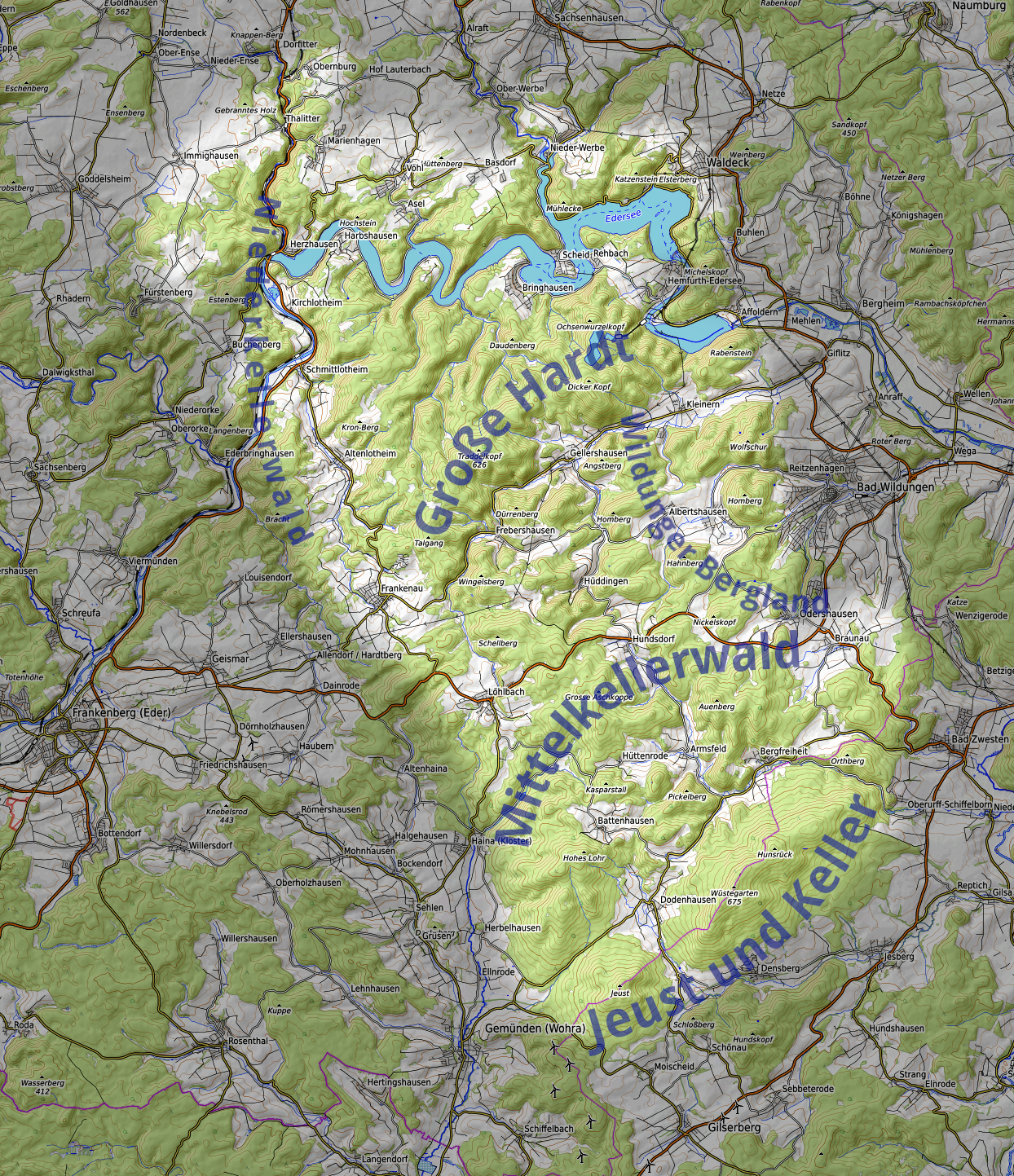
Umfang und Gliederung des Kellerwaldes

Sich aneinanderreihende Kernstücke und Höhenschwerpunkte des Kellerwaldes sind der Jeust und Keller im Süden, der Mittelkellerwald und die Große Hardt im Norden.
Der im Süden des Kellerwaldes gelegene Naturraum Jeust und Keller, auch Hoher Kellerwald genannt, besteht aus dem 585 m hohen Jeust und dem 675,3 m hohen Wüstegarten (Keller), dem höchsten Berg des Kellerwaldes, und dessen Nebengipfeln Hunsrück (635,9 m) und Sauklippe (584,4 m). Der Hohe Kellerwald ist nahezu vollständig bewaldet. Als ostnordöstlicher Sporn des Kellers, jenseits des Tals der Urff, leiten die in Höhenlagen nur knapp 450 m erreichenden Löwensteiner Berge im südlichen Osten zum dem Kellerwald benachbarten Hessenwald (s. u.) über.
Dem schließt sich nördlich der Mittelkellerwald mit dem Hohen Lohr (656,7 m), der Großen Aschkoppe (639,8 m), dem Auenberg (610,7 m) an. Ein Ostausläufer ist der Pferdsberg (551,3 m). Der Mittelkellerwald ist geprägt durch starke Verwerfungen und unterschiedlich harte Gesteinsschichten. Hier wechseln sich Bergkuppen und Talsenken ab. In den Tälern liegen die Rodungsinseln kleinerer Dörfer.
Das Wildunger Bergland bildet einen sich nach Osten öffnenden Trog um die Wilde und den Wesebach, der nach Südwesten vom Mittelkellerwald und nach Nordwesten von der Großen Hardt umschlossen ist. An der Nahtstelle zu beiden Naturräumen werden um 550 m Höhe erreicht, bekanntester und markantester Berg ist indes der 518,5 m hohe Homberg bei Bad Wildungen im Osten.
Der Niederkellerwald im mittleren und nördlichen Westen bildet die Westabdachung des Kellerwaldes. Nordnordwestlich des Pferdsbergs folgen die Frankenauer Flur (bis 505,9 m) um Frankenau und schließlich die Lotheimer Täler (Höhenlagen bis knapp über 400 m) dem Tal der Lorfe bis zu ihrer Mündung in die Eder und übersteigen deren Ufer knapp. Im äußersten Nordwesten des Kellerwaldes schließt sich der Naturraum Höhnscheid mit der 490,1 m hohen Höhnscheid an.

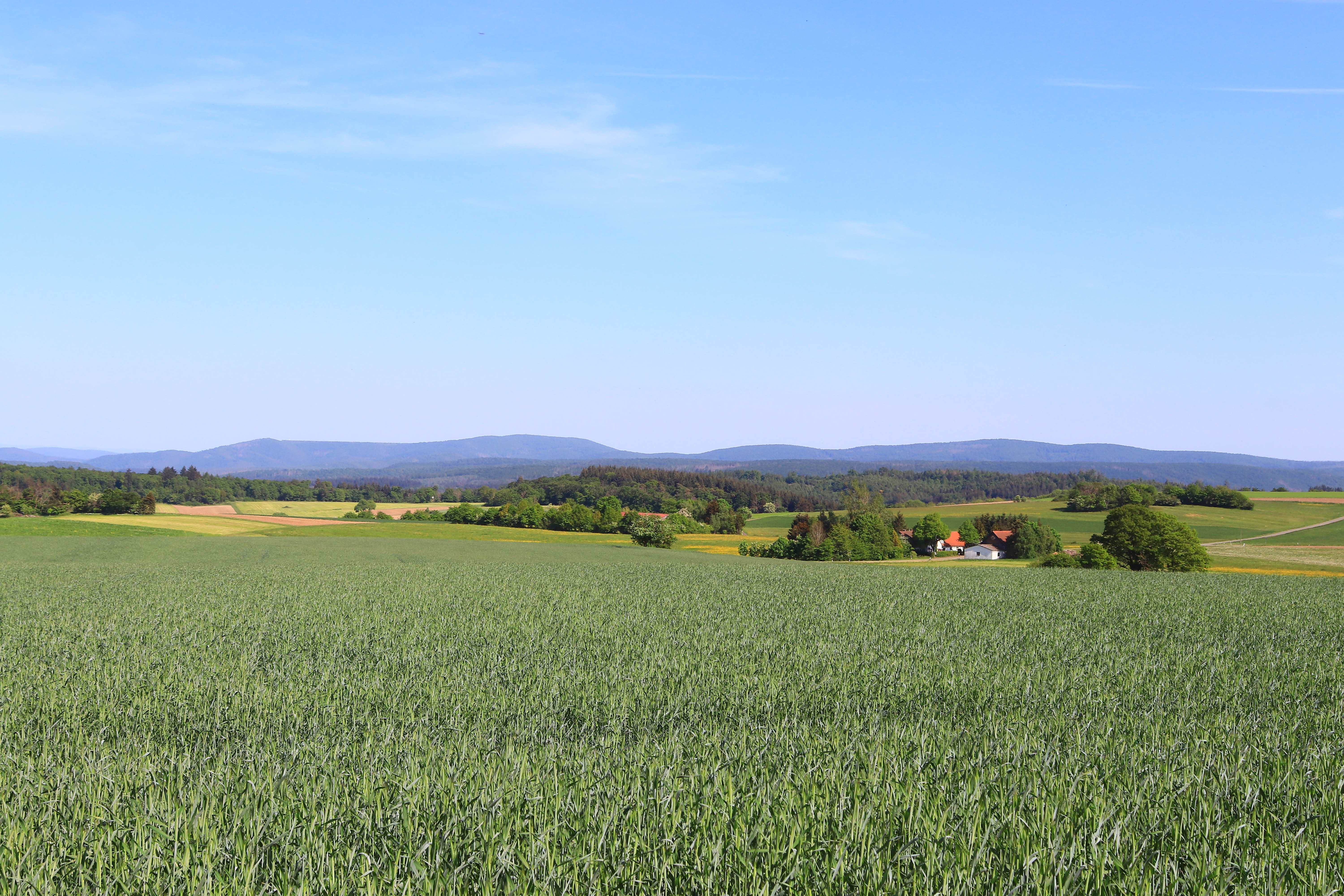
Blick auf den nördlichen Kellerwald

 Die stark gebirgige, fast völlig bewaldete Große Hardt, das Gebiet des Nationalparks Kellerwald-Edersee, wird auch Ederberge, Ederhöhen oder – im Mittelalter – Hochgewälde genannt. Sie ist ein zum Ederseetrog geneigter und stark zerschnittener Kulmgrauwackenrumpf aus über 50 einzelnen Erhebungen. Die Täler sind schmal und tief eingeschnitten. Sie sind damit zur Besiedlung wenig geeignet, weshalb die Große Hardt vollkommen unbesiedelt ist. Im Süden liegt ein 550 bis 600 m hoher Bergrücken, die Wasser- und Klimascheide des nördlichen Kellerwaldes. Hier befinden sich die drei höchsten Berge der Großen Hardt: Traddelkopf (626,4 m), Ahornkopf (604,1 m) und Dicker Kopf (603,7 m). Diese Berge fallen mit einer steilen Südflanke bis zu 300 m tief in die Täler der Lorfe und nach Südosten des Wesebachs ab, das Gelände wirkt hier stellenweise subalpin. Im Westen trennt das überwiegend landwirtschaftlich genutzte Lorfetal die Ederberge von der Frankenauer Flur und bildet eine deutliche Lücke in der sonst weitgehend geschlossenen Waldlandschaft. Nach Norden hin dacht sich der Rücken – mehrfach abgetreppt – langsam ab, bis er dann von gut 400 m Höhe zum Edersee abfällt, dessen Wasseroberfläche bei Stauziel auf 244,97 m Höhe liegt. Dabei wird das Klima spürbar trockener und milder. Östlich des Banfebaches kam es zu einer dichten Zertalung, weshalb sich die Abdachungsfläche in kleinere Rücken, Buckel und Sporne auflöst. Besonders deutlich ist dies an den folgenden Bergen im Inneren der Großen Hardt zu erkennen: Geismarsberg, Himbeerkopf, Bleiberg, Wolfsberg, Hoher Stoßkopf, Lingenkopf, Nordgipfel der Locheiche und Ochsenwurzelskopf. Westlich der Banfe sind die Täler spärlicher. Hier haben sich größere Plateaus auf 420 bis 480 m Höhe erhalten. Diese liegen beispielsweise auf dem Arensberg, der Bracht und dem Gebrannten.
Ganz im Norden des Kellerwaldes schließt sich der Ederseetrog beiderseits des Edersees, dessen Randhöhen 400 m kaum übersteigen, an die Große Hardt an.

#### Ausläufer des Kellerwaldes
Nicht zum eigentlichen Kellerwald gezählt wird der Buntsandsteinrücken des Hessenwaldes (zur Haupteinheit Ostwaldecker Randsenken), in den die Löwensteiner Berge nach Nordosten nahezu fließend übergehen.
Auch die Waldstruth, die den Niederkellerwald nach Westen mit dem Rothaargebirge verbindet, zählt nicht mehr zum Kellerwald. Zwar war sie von der Bundesanstalt für Landeskunde unter der Leitung von Emil Meynen und Josef Schmithüsen Mitte der 1950er Jahre noch als Teil der Haupteinheit Kellerwald aufgefasst worden, jedoch wurde sie vom gleichen Institut bei Umstrukturierungen in den folgenden Jahren der neugeschaffenen Haupteinheit Ostsauerländer Gebirgsrand zugeschlagen.
Nicht naturräumlich zum Kellerwald gehörig, jedoch geologisch noch Teil des Rheinischen Schiefergebirges und überdies Teil des Naturparks Kellerwald-Edersee ist der kleine Höhenzug Hemberg, der sich südlich an Jeust und Keller anschließt. Da er gegenüber dem benachbarten Wüstegarten bereits um eine Höhenstufe von 200 Metern abfällt, wurde er den Gilserberger Höhen (Haupteinheit Oberhessische Schwelle) zugerechnet, deren nördlichsten Teil er darstellt. Geologisch reichen die Schiefergesteine noch weiter nach Süden, bis unmittelbar vor Gilserberg. In einer ostnordöstlichen Linie von Gilserberg nach Strang, dann nach Norden bis Jesberg und, nach Unterbrechung, bis Bad Zwesten gehend, werden sie von einem Zechsteingürtel eingeschlossen.

### Berge und Höhenlage
Der niedrigste Punkt des Kellerwaldes befindet sich am Rand des Edertals beim Ortsrand von Affoldern etwas unterhalb der Staustufe des Affolderner Sees auf 194 m Höhe; dem entgegen liegt die höchste Stelle mit 675,3 m Höhe auf dem Wüstegarten:
Zu den bekanntesten, nicht aber unbedingt zu den höchsten Bergen des Kellerwaldes gehören (inkl. aller „Sechshunderter“) – nach Höhe in Meter über Normalhöhennull (NHN) sortiert; für diese und weitere Berge des Kellerwaldes siehe Liste von Bergen des Kellerwalds:
- Wüstegarten (675,3 m) – mit Kellerwaldturm; Jeust und Keller
  - Hunsrück (635,9 m) – Nordostgipfel
  - Sauklippe (584,47 m) – äußerster Nordostgipfel
- Hohes Lohr (656,7 m) – mit Fernmeldeturm Hohes Lohr; Mittelkellerwald
- Große Aschkoppe (639,8 m); Mittelkellerwald
  - Winterberg (616,6 m) – Südausläufer
  - Kleine Aschkoppe (606,8 m) – Ostausläufer
- Traddelkopf (626,4 m) – höchster Berg im Nationalpark Kellerwald-Edersee; Große Hardt
  - Ahornkopf (604,1 m) – Südwestgipfel
- Auenberg (610,7 m) – Osten des Mittelkellerwaldes
- Dicker Kopf (603,7 m); Große Hardt (Dominanz zum Traddelkopf: 3,58 km, Scharte zu diesem auf etwa 435 m am Tannendriesch, Schartenhöhe um 169 m) 
  - ehemaliger Nord-Gipfel Ermerod (einst 541,3 m) – heute Oberbecken II der Pumpspeicherwerke Waldeck (Stauziel auf 534,0 m)
- Jeust (585,0 m); Jeust und Keller
- Bilsenkopf (581,3 m) – Dominanz zu nordwestlichen Vorhöhen der Aschkoppen 1,00 km; Scharte zu diesen auf 535 m (Schartenhöhe um 46 m); nordöstlicher Randberg des Mittelkellerwaldes
- Talgang (566,1 m) – Süden der Großen Hardt
  - Quernst – Nordausläufer mit Ruine Quernstkirche (bei 534,9 m), Quernstkapelle
- Wingelsberg (560,9 m) – südwestlich von Frebershausen; Dominanz zum Talgang im NW: 1,91 km, Scharte zum Bilsenkopf auf 513 m (Schartenhöhe um 48 m); nördlicher Randberg des Mittelkellerwaldes
- Pferdsberg (551,3 m) – südsüdöstlich von Frankenau, äußerster Nordwesten des Mittelkellerwaldes; Dominanz 3,06 km zum Schellberg im NO, Scharte auf etwa 486 m in Löhlbach (Schartenhöhe um 65 m)
- Dürrenberg (549,7 m) – südöstlich von Frebershausen; Dominanz zu Südausläufern des Traddelkopfes: 1,57 km, Scharte zu südwestlich benachbarten Wingelsberg auf 438 m an der K38 östlich von Frebershausen (Schartenhöhe 112 m); nordwestlicher Pfeiler des Wildunger Berglands
- Homberg (518,5 m) – mit Aussichtsturm; Osten des Wildunger Berglandes
- Silberberg (523,0 m) – östlich von Hundsdorf; Dominanz zur Nordostflanke der Aschkoppe im SW: 1,36 km; Scharte zum Auenberg im SO auf 471 m (Schartenhöhe: um 52 m); Nördlicher Randberg des Auenbergmassivs im östlichen Mittelkellerwald (bzw. südwestlicher Randberg des Wildunger Berglands)[8]
- Bracht (498 m) – ostsüdöstlich von Schmittlotheim; Dominanz zum 498,7 m hohen Hainchen im SSO: 1,99 km, Scharte zu ebendem (und zum Massiv des Traddelkopfes) auf 459 m unmittelbar südöstlich (Schartenhöhe: 39 m); Nordwesten der Großen Hardt
- Höhnscheid (490,1 m) – Nördlich von Fürstenberg, links der Eder; Dominanz 5,2 km zum Böhlen, Randgrat des Eschenbergs im NW, Scharte zu ebendem auf 391 m westsüdwestlich Immighausens (Schartenhöhe 99 m); Höhnscheid
- Orthberg (447,4 m) – nordwestlich von Schiffelborn; Dominanz zum Nordostrand der Sauklippe im S: 1,20 km; Scharte zu südöstlichen Vorhöhen des Auenbergs im NW um 368 m (Schartenhöhe: 79 m); südlicher der beiden Löwensteiner Berge
- Bracht (442 m) – nordwestlich von Frankenau; Dominanz zur Großen Hardt im ONO: 2,93 km, Scharte zur Herrenhöhe südsüdwestlich von Frankenau um 375 m am Weiler Mengershof unmittelbar südöstlich (Schartenhöhe: 67 m); Hauptberg des Südostflügels der Lotheimer Täler (auf Blatt Arolsen der Frankenauer Flur zugerechnet, von der ihn die Scharte und die Bewaldung merklich abgrenzt)
- Braunauer Berg (440,8 m) – südlich von Braunau; Dominanz zum Orthberg im S: 1,77 km; Scharte zum Auenbergmassiv im W um 395 m an der K44 zum Gershäuser Hof (Schartenhöhe: 46 m); nördlicher der beiden Löwensteiner Berge
- Rabenstein (439,3 m) – Südkante Affolderner See, äußerster Nordwesten des Wildunger Berglands
- Langer Berg (425,4 m) – nördlich von Ederbringhausen; Dominanz zu Gipfeln des Kesebergs im SO: 1,74 km, Scharte zur Höhnscheid um 367 m südöstlich von Buchenberg (Schartenhöhe: 58 m); Nordwestflügel der Lotheimer Täler

Deutlich als Hauptberge hervorgehoben sind mit einer Dominanz von über drei Kilometern und gleichzeitig (fast) dreistelliger Prominenz neben Wüstegarten, Lohr, Aschkoppe und Traddelkopf auch Auenberg, Dicker Kopf, Jeust, mit Abstrichen der Pferdsberg sowie Homberg und Höhnscheid. Die naturraumintern höchsten Berge der niedrigeren Naturräume werden dabei in der Regel von Nachbarerhebungen aus Keller, Mittelkellerwald und Großer Hardt dominiert. Der Westen der Großen Hardt verfügt über keinen Hauptberg; hier dacht die Landschaft in Stufen vom Traddelkopf zum Lotheimer Eder- und Lorfetal ab.

### Gewässer
Am Nordwest- und Nordrand des Kellerwaldes fließt die Eder, die zum Edersee – dem größten Stausee in Hessen – und wenige Kilometer weiter flussabwärts zum Affolderner See aufgestaut ist. Die übrigen Flüsse und Bäche des Kellerwaldgebiets gehören größtenteils zum Flusssystem der Eder und damit zu dem der Weser. Dazu zählen am Westrand des Gebirges Lengelbach und Lorfebach, an der Nordflanke Banfebach und an der Ostflanke (von Nord nach Süd) Wesebach, Wilde, Urff und Gilsa, wobei die beiden letztgenannten Fließgewässer in den östlich den Kellerwald passierenden Eder-Zufluss Schwalm münden. Eine Ausnahme bildet die etwa im Südwesten des Kellerwaldes entspringende und nach Süden abfließende Wohra, die in den Lahn-Zufluss Ohm mündet und damit zum Flusssystem des Rheins gehört.

## Klima
Im Kellerwald existiert ein schwach subatlantisch bis schwach subkontinental getöntes Übergangsklima. Er liegt im Regenschatten des westlich vorgelagerten und deutlich höheren Rothaargebirges. Mit durchschnittlichen Niederschlägen von 600 bis 850 mm im Jahr und einer Jahresmitteltemperatur von 6,5 bis 8,5 Grad Celsius ist das Klima trockener und wärmer als im Rothaargebirge. Der Hohe Kellerwald weist ein etwas kühleres und feuchteres Lokalklima als die nördlich gelegenen Ederberge und das Wildunger Becken auf. An den nördlichen Ederseehängen sind wärmeliebende Traubeneichen-Trockenwälder verbreitet, was auf ein relativ trockenes und warmes Lokalklima hindeutet, das auch von den zahlreichen Erholungssuchenden geschätzt wird.

## Geologie

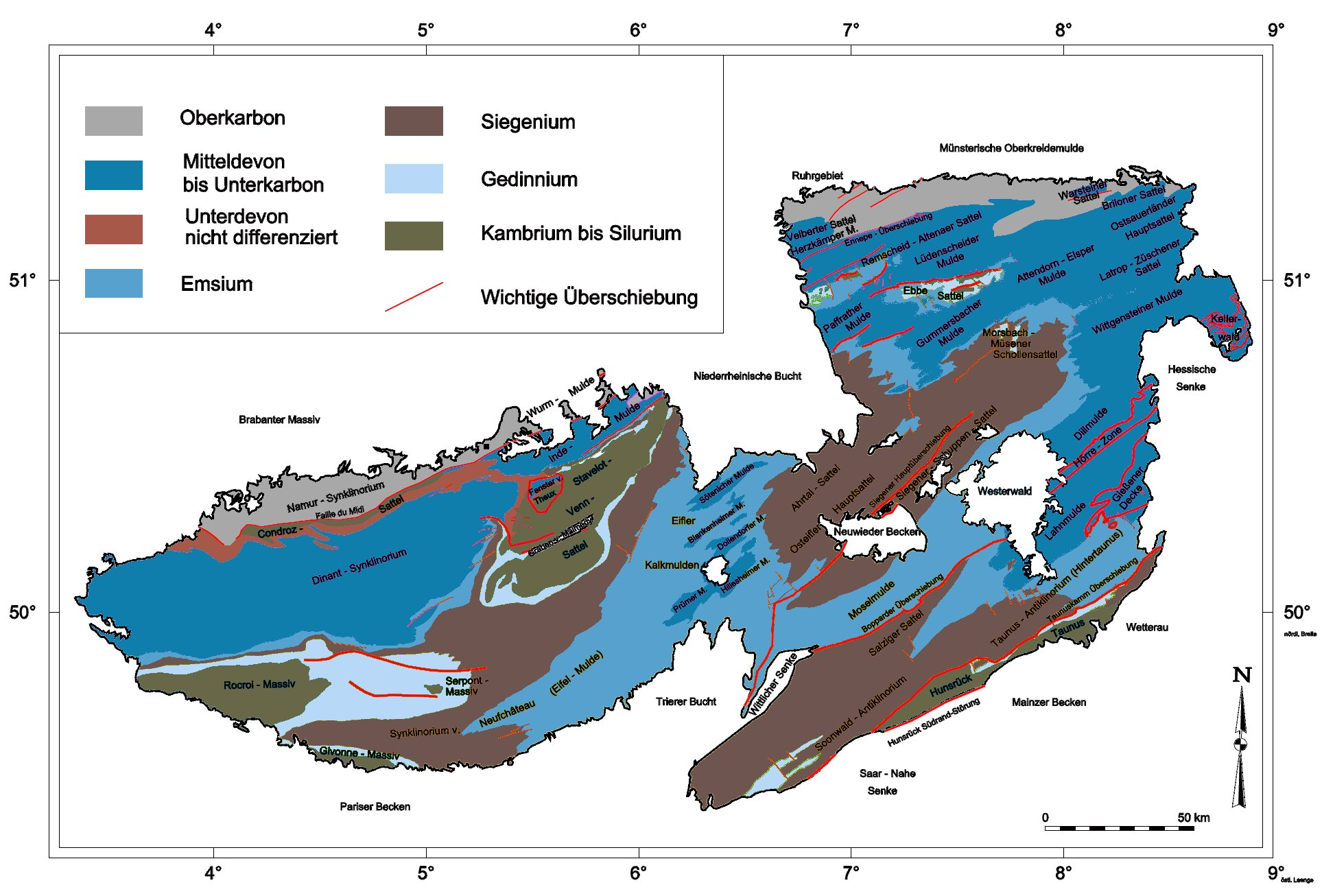
Großstrukturen des Rheinischen Schiefergebirges nach Walter 1992

Geologisch ist der vorwiegend aus paläozoischen Gesteinen aufgebaute Kellerwald der östlichste Ausläufer des Rheinischen Schiefergebirges. Landschaftlich wird er als gesonderte Einheit jedoch auch zum Westhessischen Berg- und Senkenland gezählt, weil die Flüsse Eder und Itter eine geographische Grenze bilden. Wichtige Gesteinsarten sind die Kellerwald-Quarzite, Kieselschiefer, Tonschiefer, Grauwacke und Diabas. Eine regionale Besonderheit ist der dunkelrote Kellerwalder Achat, ein Eisenkiesel.

## Flora und Fauna

### Flora

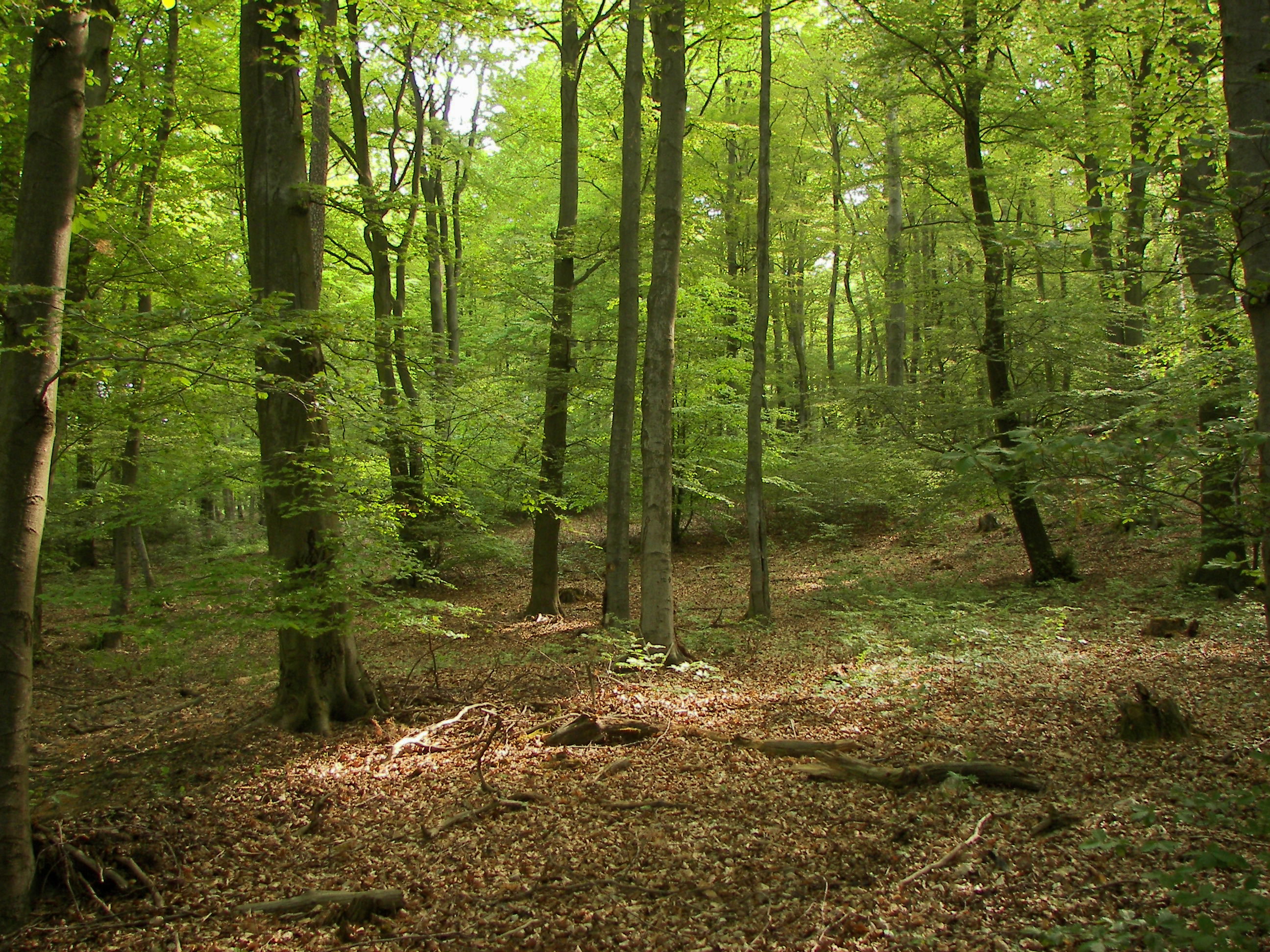
Hainsimsen-Buchenwald bei Vöhl-Schmittlotheim

Seit dem 19. Jahrhundert ist der nördliche Teil des Kellerwaldes, der seit 2004 als Nationalpark Kellerwald-Edersee ausgewiesen ist, als Jagdrevier der waldeckischen Fürsten von einem Gatter umgeben. Hier haben sich besonders ursprüngliche Buchenwälder erhalten, die jedoch auch durch hohe Wilddichten erheblich geschädigt wurden. Über 30 Prozent der Bäume sind älter als 140 Jahre. Die Jagd und nicht die forstliche Holznutzung stand im Vordergrund. Hauptbaumart ist die Buche, die hier auf bodensauerem Standort (Tonschiefer, Grauwacke, Quarzit) vorwiegend im Hainsimsen-Buchenwald vorkommt. Erwähnenswert sind die vielen Sonderstandorte an den Ederseesteilhängen. Hier gibt es letzte Urwaldreste und knorrige Traubeneichenwälder mit Astloser Graslilie und den größten hessischen Vorkommen der Pfingstnelke.
Auf den Drieschen der Hochlagen wachsen Arnika und Heidenelke, in den Wiesen der Tallagen Breitblättriges Knabenkraut und Männliches Knabenkraut. In der Nähe der „Jägersburg“ bei Odershausen kommen einige seltene Süntel-Buchen vor. In kühl-feuchten Bachtälern wächst der seltene, stark giftige Blaue Eisenhut. In lichten Eichen- und Buchwäldern auf kalkhaltigem Untergrund kommt die Türkenbundlilie vor. An einigen Stellen finden sich große Bestände des seltenen Märzenbechers.

### Fauna

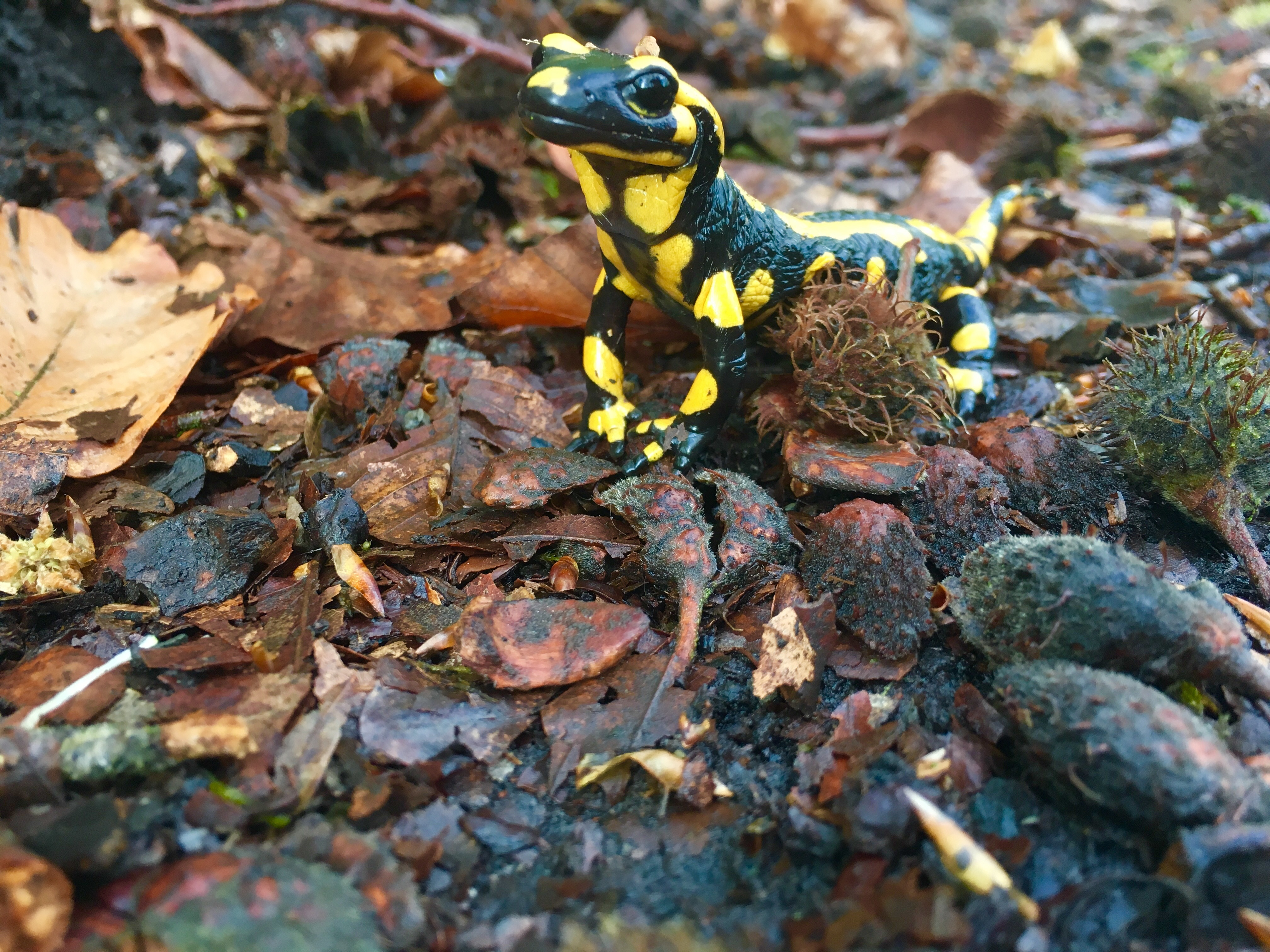
Feuersalamander Kellerwald

Im Kellerwald brüten unter anderen noch oder wieder Schwarzstorch, Kolkrabe, sechs Spechtarten (darunter der Mittelspecht und der Grauspecht), Schwarzmilan und Rotmilan (der hier seine höchste Siedlungsdichte in Hessen erreicht), Wanderfalke, Raufußkauz, Wespenbussard, Uhu und Raubwürger.
Eine charakteristische Tierart des Kellerwaldes ist der Rothirsch. Im Nationalpark Kellerwald-Edersee kommen noch Damwild und Muffelwild vor. Daneben sind auch Rehwild und Wildschwein häufig. Die Europäische Wildkatze ist selten. Am Edersee wurden 1934 die ersten Waschbären ausgesetzt, deren Heimat ursprünglich Nordamerika ist. Fuchs, Dachs, Baum- und Steinmarder sowie Iltis und Hermelin kommen vor. Von den 19 in Hessen lebenden Fledermausarten wurden bisher 15 nachgewiesen. Ein weiteres Charaktertier des Kellerwaldes ist der Feuersalamander, der in Mitteleuropa stark an Laubwälder gebunden ist. Weitere typische Amphibienarten sind Fadenmolch und Geburtshelferkröte. Im Nationalpark wurden bisher fast 1000 Käferarten aus über 80 Familien nachgewiesen.

### Naturschutzstatus
Nahezu der gesamte naturräumliche Kellerwald gehört zum Naturpark Kellerwald-Edersee, der überdies im Süden noch den Hemberg umfasst. Der nördliche Teil in der Größe von 5.738 Hektar ist seit 1. Januar 2004 als Nationalpark Kellerwald-Edersee ausgewiesen.
Außerdem ist ein großer Bereich Teil des europäischen Netzes Natura 2000 (FFH-Gebiet und Europäisches Vogelschutzgebiet) sowie in Teilen Bannwald. Weitere FFH-Gebiete sind unter anderen die Eichentrockenwälder an den nördlichen Ederseesteilhängen und der obig erwähnte Keller im südlichen Teil des Naturparks sowie die Urff als lineares FFH-Gebiet von der Quelle bis zur Mündung in die Schwalm. Kleinräumig bestehen zudem mehrere Natur- und Landschaftsschutzgebiete. In erster Linie betrifft der Naturschutz dabei den Kellerwald als einen der letzten unzerschnittenen mitteleuropäischen Laubwälder von internationalem Rang. Der vorherrschende Waldtyp wird als bodensaurer Hainsimsen-Buchenwald (Rotbuchenwald) bezeichnet.
2005 wurde der Naturpark Kellerwald-Edersee vom Bundesamt für Naturschutz in das Programm „Naturschutzgroßprojekt von gesamtstaatlich repräsentativer Bedeutung“ aufgenommen, seit dem 25. Juni 2011 gehören Teile des Nationalparks Kellerwald-Edersee zum UNESCO-Weltnaturerbe Buchenurwälder und Alte Buchenwälder der Karpaten und anderer Regionen Europas.

## Siedlungsgeschichte
Bis zum Beginn des Mittelalters war der Kellerwald eine weitgehend menschenleere Waldwildnis. Menschen lebten nur an seinem Rand. Insbesondere die sehr fruchtbare Fritzlarer Börde am Unterlauf der Eder ist seit dem Neolithikum kontinuierlich besiedelt. In der Großen Hardt liegen südöstlich vom Berg Hardt (394 m) und nordöstlich von dessen Südsüdwestnachbar Bettelkopf (ca. 435 m) je ein Hügelgrab aus der Bronzezeit. Sie werden der Kultur der Streitaxtleute zugerechnet. Dies könnte darauf hindeuten, dass in dieser Zeit auch bereits das Edertal auf der Höhe des heutigen Edersees zumindest periodisch besiedelt war. Auf dem Gipfel des Wüstegarten existiert ein Ringwall, dessen Alter unbekannt ist. Nach einer Theorie stammt er aus dem 9. Jahrhundert unserer Zeitrechnung (u. Z.). Eine auf dem Wüstegarten angebrachte Texttafel datiert dagegen sein Alter in die Eisenzeit, also in das 1. Jahrtausend vor u. Z. Er soll als befestigter Verteidigungsort und Kultplatz gedient haben. Reste einer keltischen Fliehburg namens Hünselburg aus der Latènezeit liegen auf dem Lindenberg bei Basdorf nördlich des heutigen Edersees. Sie kann auf eine keltische Besiedlung des östlichen Eder- und des Ittertales sowie der sich im Norden anschließenden Hochflächen in dieser Zeit hindeuten.
Die ersten Ortschaften im Kellerwald entstanden im Frühmittelalter, als die germanischen Stämme langsam sesshaft wurden. Orte mit den Endungen -a (= Wasser), -mar (= Sumpf), -tar (= Baum), -loh (= Wald) sind dieser ersten Siedlungswelle zuzurechnen. Beispiele hierfür sind Buchmar, Orke, Itter, Vöhl und Asel. Diese Orte liegen vor allem am Rande des Kellerwaldes.
In der zweiten großen Siedlungswelle ab 800 entstanden die meisten der heutigen Ortschaften. Sie wird auch als die fränkische Siedlungswelle bezeichnet. Typisch sind Ortsnamen mit den Endungen -heim, -hausen, -berg, -au, -dorf, -bach. Beispiele sind die Stadt Frankenau sowie die Dörfer Frebershausen, Löhlbach und Altenlotheim. Zwischen den Vöhler Ortsteilen Kirchlotheim im Norden und Schmittlotheim im Süden befinden sich östlich oberhalb der Eder und etwas südlich vom dortigen Hagenstein (Loreley des Edertals; 373,5 m) Reste einer Burg aus dem 8. Jahrhundert, die als Burg am Backofen bezeichnet wird. Sie wurde im Zusammenhang mit den Sachsenkriegen (772–804) Karls des Großen angelegt und vermutlich bereits vor der Fertigstellung aufgegeben, da sie nicht mehr benötigt wurde, als Karl den Krieg gegen die Sachsen gewann. Heute ist nur noch der doppelte Wallgraben erkennbar. Aus dieser Zeit stammt vermutlich auch die Quernstkirche auf dem Berg Talgang bei Frankenau. Dörfer und Städte der zweiten Siedlungsperiode liegen vor allem im besser zugänglichen mittleren Kellerwald, insbesondere in den Tälern der Lorfe, des Wesebachs und im Wildunger Bergland. Die Stadt Frankenau ist vermutlich etwas älter als die meisten Dörfer der fränkischen Landnahmezeit und diente ursprünglich wohl als Festung gegen die Sachsen.
Die dritte große Siedlungswelle fällt in das Hochmittelalter. Im Jahr 1140 gründete Graf Poppo I. von Reichenbach das Zisterzienserkloster Haina, das eine intensive Siedlungstätigkeit entfaltete. Ab der Mitte des 13. Jahrhunderts drangen Bauern auf Initiative des Klosters Haina in die bisher noch nicht besiedelte Hohe Hardt im Norden des Kellerwaldes vor. Hier entstanden unter anderem die Dörfer Eselsbach, Eschenbruch, Wellenhausen, Denninghausen, Gossiershausen, Anmeshausen, Quernhorst und Alendorp. Diese konnten sich aber aufgrund der schlechten Böden nicht halten und fielen bis zum Ende des 14. Jahrhunderts wüst. Im Hochmittelalter wurden auch zahlreiche Burgen errichtet. Dazu gehören die Burg Hessenstein, das Schloss Waldeck sowie die Burgruinen Keseburg, Schönstein, Densberg und Löwenstein.

## Siedlungsstruktur und Bodennutzung
Der Naturpark Kellerwald ist etwa 40.000 ha groß. In seinem Einzugsgebiet liegen zehn Gemeinden. Im Norden am Edersee sind dies Vöhl, Waldeck und Edertal. In seinem Mittelteil befinden sich Bad Wildungen, Frankenau und Haina. Am Südrand liegen Gemünden (Wohra), Gilserberg, Jesberg und Bad Zwesten. In diesen Gemeinden leben rund 70.000 Menschen. Die Bevölkerungsdichte liegt bei 77 Einwohner pro Quadratkilometer und ist damit eine der niedrigsten in der Bundesrepublik. Mehr als die Hälfte der Menschen leben in Dörfern mit weniger als 500 Einwohnern.
Fast zwei Drittel des Kellerwaldes (62 %) sind bewaldet und nur knapp ein Drittel wird landwirtschaftlich genutzt. Etwa 70 % der landwirtschaftlichen Betriebe bewirtschaften gut ein Drittel der Landwirtschaftsfläche im Nebenerwerb. Ihre Betriebsgröße liegt bei durchschnittlich 10 ha.
Von der Waldfläche sind etwa 70 % Laubwälder (Buche, Eiche) und nur 26 % Nadelholz-Monokulturen von Fichte, Douglasie und Lärche. Letztere wurden erst seit 1800 im Kellerwald angepflanzt und sind hier nicht heimisch.

## Namensursprung
Der Name des Naturraumes leitet sich von dem im südlichen Teil des Kellerwaldes gelegenen, oben erwähnten Bergkamm Keller ab. Der Ursprung dieses Namens wird auf zwei verschiedene Weisen gedeutet: Ab etwa 1600 wurde der Wald intensiv durch Köhlerei zur Gewinnung von Holzkohle genutzt, die die zahlreichen Eisen- und Kupferwerke für ihre Schmelzöfen als Brennstoff benötigten. So entstand der Name Köhlerwald oder mundartlich Köllerwald. Eine weitere Deutung bezieht sich auf den durch die intensive Nutzung stark gelichteten Wald: Kahler Wald. Aus Köllerwald bzw. Kahler Wald soll durch Lautverschiebung der Name Kellerwald entstanden sein.

## Wandern
Durch den Kellerwald führen zahlreiche Wanderwege, darunter der Kellerwaldsteig, ein etwa 156 km langer Rundwanderweg, der die Berge und Orte vom Naturpark Kellerwald-Edersee und Nationalpark Kellerwald-Edersee miteinander verbindet. Außerdem existiert seit 2005 der Urwaldsteig Edersee, der auf etwa 68 km Länge rund um den Edersee führt, wobei er durch die Trockeneichenwälder am nördlichen Ufer und durch den südlich des Stausees gelegenen Nationalpark Kellerwald-Edersee verläuft.